# Жовтюх торфовищний
Жовтюх торфовищний, жовтянка торф'яникова або торф'яна (Colias palaeno) — вид метеликів родини біланових (Pieridae). Один з 70 видів роду Colias. У фауні України представлений підвидом С. р. europome. Занесена до I категорії Червоної книги України.

## Поширення
Жовтянка торф'яникова поширена в зоні мішаних лісів (Полісся). Ареал охоплює лісову і тундрову зони Євразії, Північної Америки. 
Заселяє торф'яні багнища із заростями буяхів. 
Чисельність незначна (поодинокі особини).

## Опис
Дає одну генерацію на рік. Зустрічається з поч. червня до поч. серпня. Самка відкладає до 600 яєць — по одному на поверхню листків кормової рослини (буяхи), розвиток яйця триває приблизно 7 діб. Гусениця розвивається з кінця серпня і зимує; у травні перетворюється на лялечку (фаза триває 1–3 тижні).

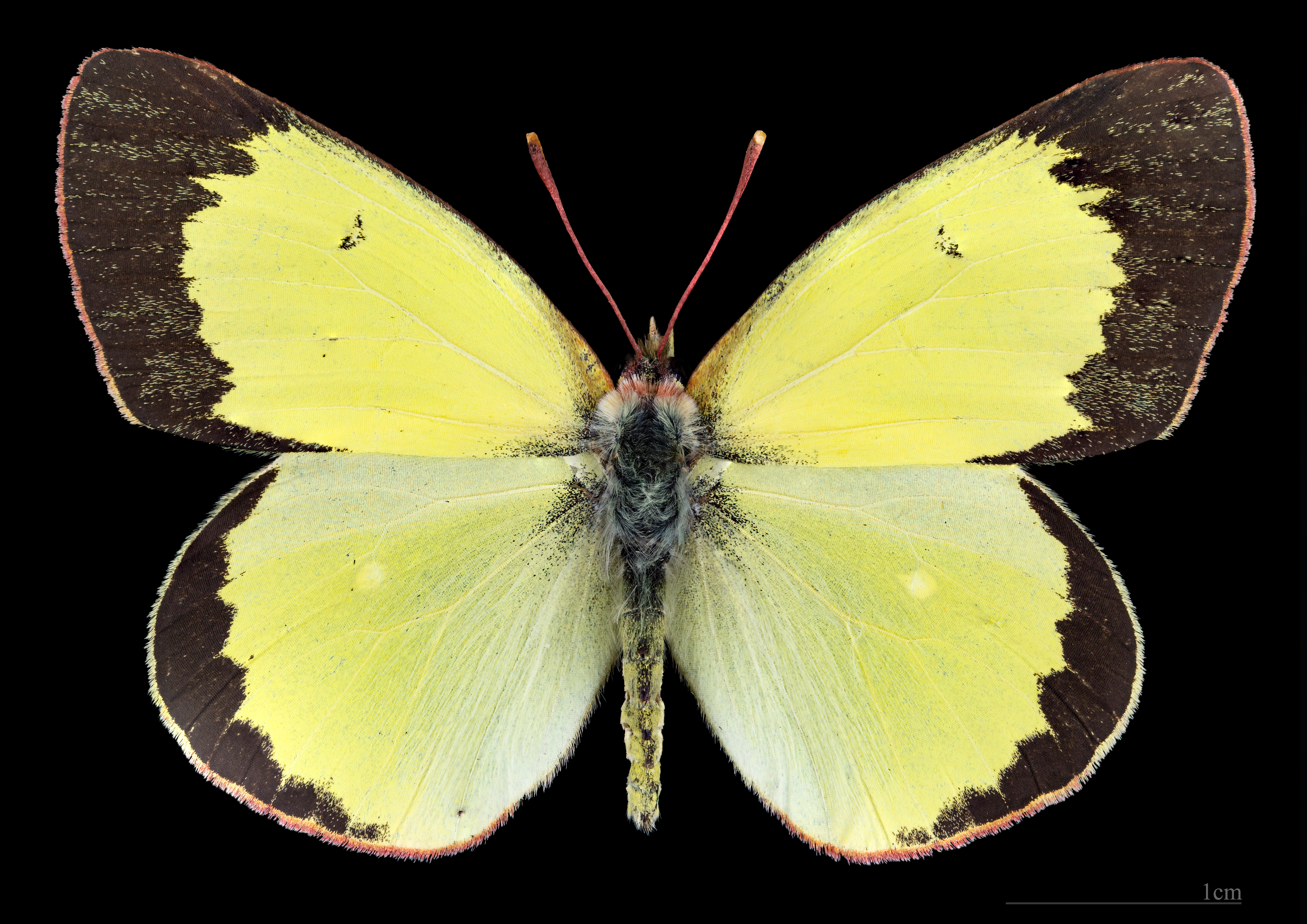
Colias palaeno ♂
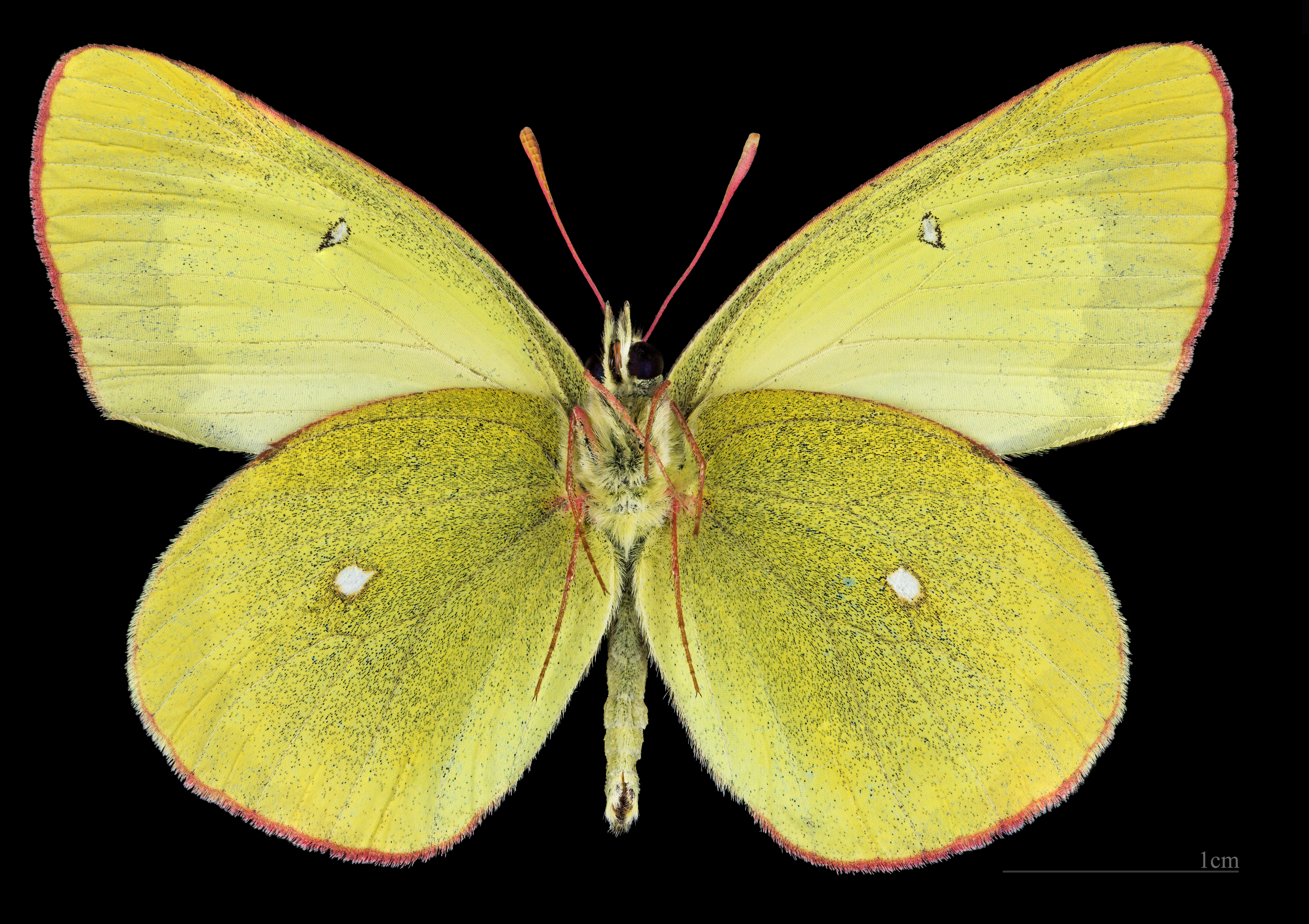
Colias palaeno ♂   △
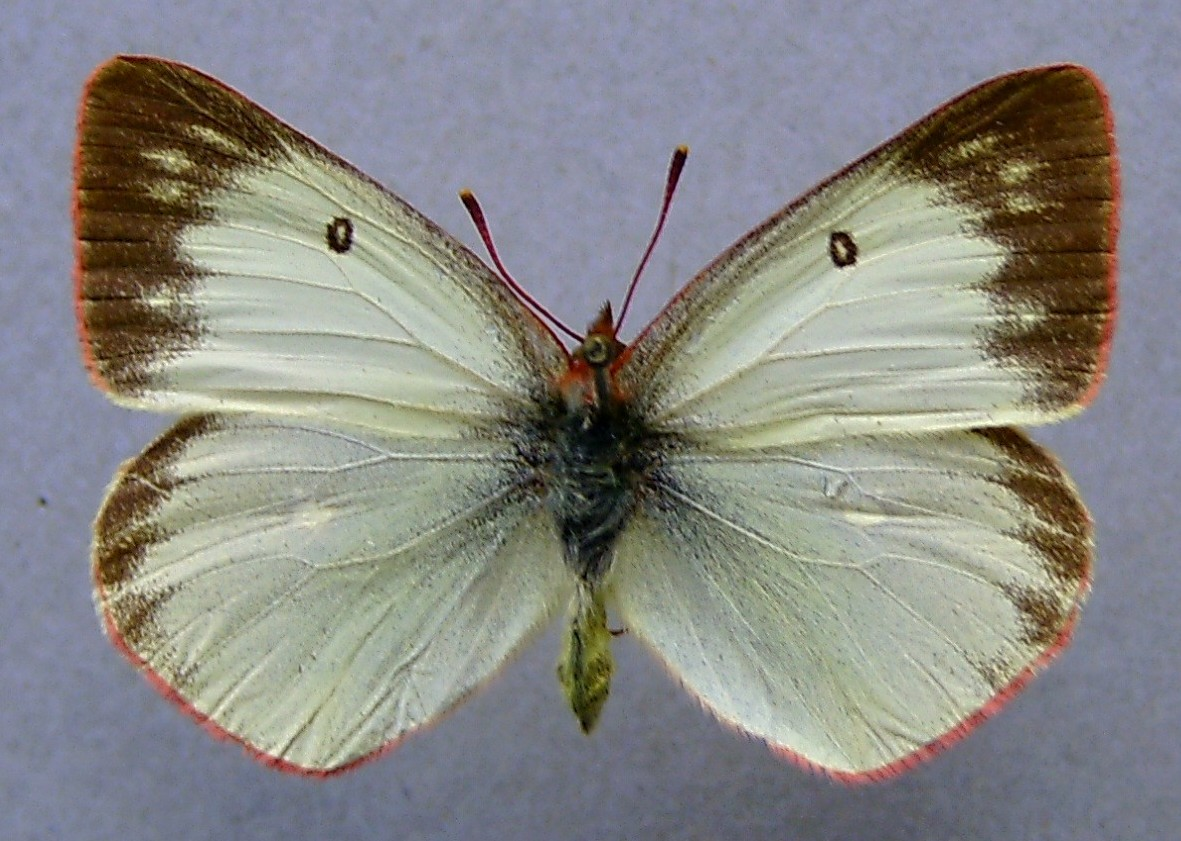
Colias palaeno ♀

## Стан і охорона
Основною причиною зміни чисельності є руйнування біотопів внаслідок меліоративних робіт і добування торфу.
Заходи охорони стосовно жовтянки торф'яникової і розмноження у неволі не здійснювалися. Слід виявити популяції на Поліссі та створити ентомологічні заказники з забороною господарської діяльності на їхній території. Рекомендується зберігати у природному стані торфовища (в першу чергу, верхові).